# 朗塞
朗塞（法語：Rancé，法語發音：[ʁɑ̃se]）是法国东部安省的一个市镇，属于布雷斯地区布尔格区。

## 地理
朗塞（45°57'56"N, 4°52'8"E）面积9.53 平方千米，位于法国奥弗涅-罗讷-阿尔卑斯大区安省，该省份为法国东部省份，北起汝拉省，西北接索恩-卢瓦尔省，西接罗讷省和里昂大都会，南至伊泽尔省，东与萨瓦省、上萨瓦省和瑞士接壤。
与朗塞接壤的市镇（或旧市镇、城区）包括：栋布地区昂贝略、雷里约、圣让德蒂里尼厄、萨维尼厄、图雪。
朗塞的时区为UTC+01:00、UTC+02:00（夏令时）。

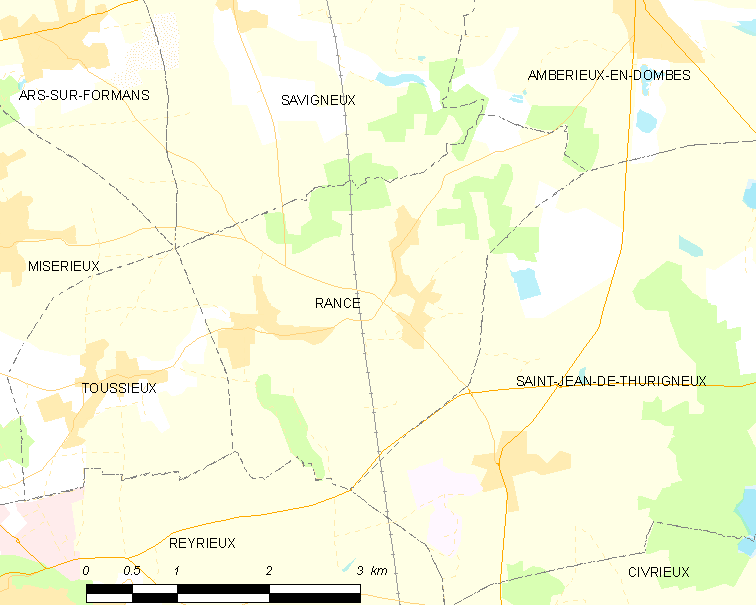
朗塞的OSM定位图

## 行政
朗塞的邮政编码为01390，INSEE市镇编码为01318。

## 政治
朗塞所属的省级选区为维拉尔莱栋布县。

## 人口

1962-2008年间朗塞人口变化图示

朗塞于2022年1月1日时的人口数量为760人。